# Batalla de la Sabana de San Pedro
La batalla de la Sabana de San Pedro o la batalla de Sabana de la Vigía fue un enfrentamiento bélico de la Guerra de Santo Domingo o Restauración ocurrido el 23 de enero de 1864 durante el reinado de Isabel II de España. El ejército español al mando del Mariscal de Campo Antonio Abad Alfau y Bustamante impediría que el ejército Libertador Dominicano comandado por el General Gregorio Luperón penetrara por donde pasaba la línea de defensa que protegía la Ciudad de Santo Domingo y reconquistaría el poblado de San Pedro en el proceso.
La victoria española se convertiría para los independentistas en la derrota más desastrosa que padeció el ejército Libertador Dominicano durante todo el transcurso de la guerra. El General José Fco. López que participó en la batalla como Sargento del Regimiento de San Quintín diría siendo independentista que «durante mucho tiempo después, le estuvo preocupando cúal seria el motivo de aquella flojedad de los dominicanos».

## Antecedentes

### Conocimiento Español
El General dominicano José Fco. López le escribió al escritor e historiador Miguel Ángel Monclús y Brea una carta sobre los conocimientos españoles previos al combate. Lo escrito fue:

“Sabían que en San Pedro estaban concentradas casi todas las fuerzas de la revolúcion y concentrados allí también, sus jefes más importantes. Los informes obtenidos estimaban en más de 3000 hombres la armada patriótica, con cañones emplazados y caballería.”
José Fco. López

### Preparación Independentista

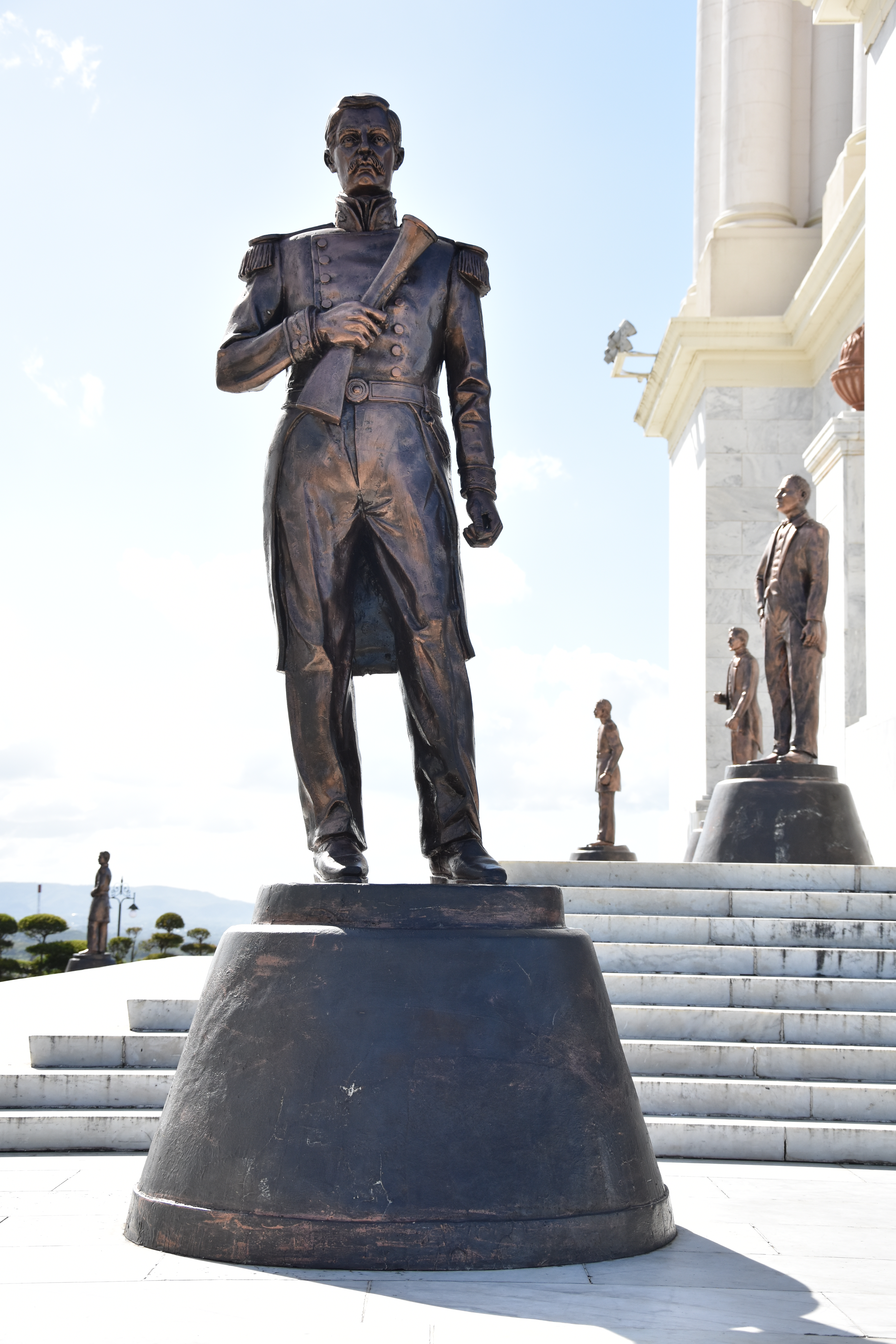
El Ministro de Guerra y Marina del Gobierno de Santiago de los Caballeros, Jefe de Operaciones de Samaná y de Los Guineos, el General don Ramón Matías Mella Castillo.

El 20 de enero de 1864 el presidente del Gobierno Provisorio insurrecto con sede en Santiago de los Caballeros, el General madrileño José Antonio Salcedo, le había concedido el mando de segundo jefe del ejército Libertador Dominicano junto con una amnistía al General Luperón que anteriormente había sido condenado a muerte pero que gracias a la intervención del General Ramón Matías Mella y Ulises Espaillat convencerían al General José Salcedo de revocar la condena.
En San Pedro el dirigente insurrecto el General Luperón cambiaría la dirección habitual de los combates anteriores debido a que había desobedecido la prohibición de librar batallas en campo abierto, lejos de los montes y bosques que podían proteger a los insurrectos dada en octubre de 1863 por el ministro de Guerra y Marina del Gobierno de Santiago de los Caballeros, Ramón Mella, que afirmaba que no se debía pelear en combates frontales, por ser los españoles generalmente superiores en número, tener mejor armamento y mayor disciplina.

## La Batalla

### El Combate

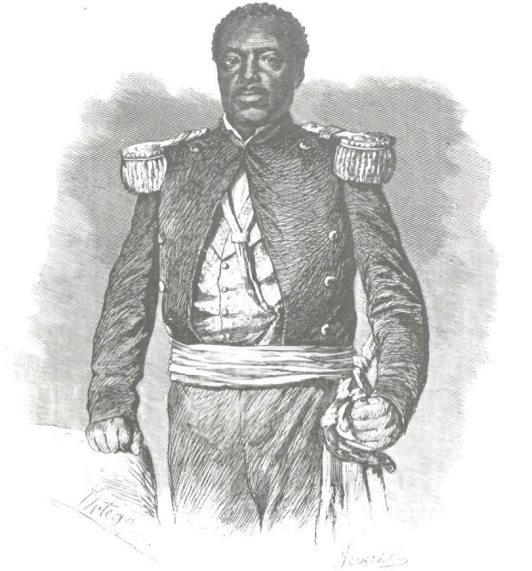
El General don Juan Suero, apodado el Cid Negro por los peninsulares.

El 23 de enero de 1864 en la Sabana de San Pedro cerca de Guanuma empezaría el enfrentamiento entre el ejército real de tierra y los insurrectos independentistas que tratarían de penetrar por donde pasaba la línea de defensa con la que los españoles protegían la Ciudad de Santo Domingo y en el fragor del combate el Coronel Florencio Hernández resistiría las embestidas españolas que intentaban apoderarse de un cañón que había sido puesto bajo su responsabilidad. El General Luperón mientras estaba librando un combate cuerpo a cuerpo fue derribado, herido de tres sablazos, su camiseta fue desgarrada completamente y prácticamente esperando el golpe final aparecería un soldado inseparable de su comandante oriundo de Compostela de Azua que logró agarrar la mula del General insurrecto por el freno y el General Antonio Caba junto con otros soldados al ver la situación desesperante de su jefe que se encontraba rodeado por la caballería española al mando del General Suero acudieron urgentemente en su ayuda para salvarle, entre los que se encontraban el comandante de artillería Pedro Royer, Antonio Estrella y el Coronel Florencio Hernández. La situación del General Luperón era tan desesperante que le gritó al comandante Royer: “Dispárale el cañón aunque me mate”. El cañón mataría varios soldados españoles, y el General Luperón a todo galope montado al pelo en su mula pasó entre la caballería española que no podía creer lo que veía y aunque el comandante independentista se salvara no correría con la misma suerte el General Antonio Caba; mientras se aferraba valientemente a las bayonetas de los cazadores del Batallón de la Reina hasta que no pudo más. Cuando más comprometida estaba la situación de los insurrectos, el Coronel Florencio Hernández, que ya combatía casi cuerpo a cuerpo con los soldados españoles recibió la orden de retirarse y en esas circunstancias el Mariscal de Campo Antonio Abad Alfau, su enemigo personal, lo retó a batirse a duelo y, al considerarse desafiado en su dignidad aceptaría, acabando muriendo. La batalla no duraría más que minutos, los necesarios para que los españoles llegaran al centro independentista que se desbandó bajo el asombro de los españoles y los dos jefes costeros cibaeños (Luperón y Salcedo) salieron precipitadamente de San Pedro, atravesaron sin detenerse en Arroyo Bermejo, y el defensable paso montañoso homónimo, y se refugiaron en el Sillón de la Viuda, abandonado la pretensión de ir a la Ciudad de Santo Domingo. Luego de que fuera concluido el combate el Mariscal de Campo Abad Alfau comunicaría que "sus soldados habían maniobrado como en un campo de ejercicio".

## Consecuencias

### Informe de Ramón Mella
El 26 de enero de 1864 el General Mella reiteró las instrucciones que había impartido en el sentido de utilizar como forma de combate los métodos de la guerra de guerrillas, y no los de las batallas campales propias de los ejércitos regulares. En una parte del informe del General Mella que es dirigido a los Generales Salcedo, Eusebio Manzueta, Gaspar PoIanco y Aniceto Martínez se referiría a los hechos acontecidos en la Sabana de San Pedro de forma alarmante, expresando que:

“El haberse apartado algunos jefes de estos principios (la guerra de guerrillas etc.,) le ha hecho experimentar reveses y exponer la Patria al borde del abismo, etc.”
Ramón Matías Mella

### Luperón y la guerrilla
En las siguientes ocasiones luego de aquel grave fracaso para los independentistas por haber tomado la decisión de librar combates en campo abierto el General Luperón obedecería la decisión del General Mella y ayudado por Marcos Evangelista Adón desde su campamento en lo que es actualmente La Victoria emprendió una guerra de guerrillas en la zona comprendida entre Monte Plata, Guanuma y Bayaguana, atacando los convoyes españoles que iban a llevar municiones, alimentos y refuerzos a las tropas acampadas allí, aunque no obtendría con el mando de Jefe ninguna victoria contra los españoles.